# Guldklubban
Guldklubban är en årlig utmärkelse för förtjänstfullt ordförandeskap i svenska börsnoterade och onoterade företag. Utmärkelsen instiftades år 2005 av Deloitte AB och Styrelseakademien. Utmärkelsen delas ut i två klasser; en för noterade bolag och en för onoterade bolag. Pristagarna utses av en jury och är framtagna genom ett regionalt nomineringsarbete runt om i Sverige.

## Historia
Styrelseakademien och Deloitte etablerade stiftelsen Guldklubban år 2007. Samma år beslöt projektgruppen att bjuda in Dagens Industri som mediapartner. Swedbank blev bankpartner 2008 och efterträddes av SEB år 2014. 

## Nomineringsarbetet
Arbetet med nomineringar bedrivs i stiftelsen Guldklubban. Förslag till kandidater lämnas till Styrelseakademiens lokalföreningar som därefter nominerar en eller fler kandidater till ett nationellt urval. Det slutliga urvalet på nationell nivå i båda klasserna görs av en jury.

## Priset
Priset är en ordförandeklubba i kristall som Erika Lagerbielke har formgivit och som produceras av Orrefors.

## Pristagare
| År   | Pristagare, onoterade bolag          | Pristagare, noterade bolag             |
| ---- | ------------------------------------ | -------------------------------------- |
| 2024 | Lena Olving, Nodica Group            | Marcus Wallenberg, SAAB                |
| 2023 | Michael Berg, Babybjörn              | Charlotte Brogren, HMS Networks        |
| 2022 | Ulrika Francke, Knightec             | Carl-Henric Svanberg, AB Volvo         |
| 2021 | Eva Swartz Grimaldi, Apotea          | Jacob Wallenberg, Investor             |
| 2020 | Karl-Eric Andersson, Derome          | Patrik Tigerschiöld, Bure Equity       |
| 2019 | Kathrine Löfberg, Anders Löfberg     | Hans Stråberg, Atlas Copco             |
| 2018 | Marie Berglund, Eurocon Consulting   | Alf Göransson, Loomis                  |
| 2017 | Rune Andersson, Mellby Gård          | Jan Svensson, Fagerhult                |
| 2016 | Eva Cederbalk, Klarna                | Anders Ullberg, Boliden                |
| 2015 | Per-Olof Westlin, Kanonaden          | Carl Bennet, Getinge                   |
| 2014 | Bob Persson, Persson Invest          | Tomas Billing, NCC                     |
| 2013 | Monica Lindstedt, Hemfrid            | Olle Nordström, Sweco                  |
| 2012 | Johan Markman, Atteviks Bil          | Cristina Stenbeck, Kinnevik            |
| 2011 | Lars Göran Johansson, Willo          | Lars-Erik Nilsson, Axis Communications |
| 2010 | Hans Wirfelt, Netlight Consulting    | Anders Ilstam, Beijer Electronics      |
| 2009 | Lennart Ohlsson-Leijon, Stampen      | Olof Stenhammar, Ratos                 |
| 2008 | Anders Holmberg, VegTech             | Melker Schörling, Hexagon              |
| 2007 | Lars-Eric Åström, Södra Skogsägarna  | Anders Scharp, SKF                     |
| 2006 | Håkan Björklund, Balco               | Akbar Seddigh, Elekta                  |
| 2005 | Torbjörn Nilsson, Österströms Rederi | Hans Dalborg, Nordea                   |